# Pawel Alexandrowitsch Schpringfeld

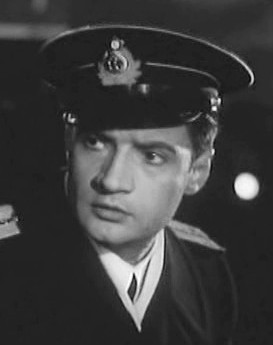
Chabarowas Ehemann Pawel Schpringfeld in За тех, кто в море (Sa tech, kto w more, 1947)

Pawel Alexandrowitsch Schpringfeld (russisch Павел Александрович Шпрингфельд; * 21. Januar 1912 in Jekaterinodar, Russisches Kaiserreich; † 2. Oktober 1971 in Moskau) war ein sowjetischer Theater- und Film-Schauspieler sowie Synchronsprecher.

## Herkunft und Laufbahn
Pawel Schpringfeld war der Sohn des deutschstämmigen Uhrmachers Alexander Nikolajewitsch Schpringfeld. Nachdem dieser gestorben war, arbeitete die Mutter ab 1919 für zwei Jahre als Landarbeiterin und danach bis zu ihrem Tod 1933 als Wäscherin.
Der spätere Schauspieler besuchte von 1920 bis 1928 die Schule und war danach als Wartungsarbeiter für Bagger und in einem Betrieb für Erdölverarbeitung tätig. Während dieser Zeit nahm er an Amateuraufführungen teil. 1929 zog Schpringfeld nach Moskau, studierte dort am Moskauer Theaterinstitut und trat zeitgleich für das Lensowjet- und das Wachtangow-Theater auf. 1933 wechselte er zum Theater der Jungarbeiter und war dort bis zum Oktober 1938 beschäftigt, ehe ihn das Mossowjet-Theater unter Vertrag nahm. Sein dortiges Engagement endete 1940. Aufgrund der Evakuierung infolge des Deutsch-Sowjetischen Krieges trat der dunkelhaarige Mime in Stalinabad für das Majakowski-Theater auf. Nach der Rückkehr in die sowjetische Hauptstadt im März 1944 erhielt er eine Stelle beim Staatstheater der Kinodarsteller und verblieb dort bis zu seinem Tod. Neben dem Wirken auf der Bühne tat er sich auch in Kooperation mit Grigori Schpigel als Regisseur des Hugo-Stücks Angelo hervor.
Im Film trat Schpringfeld erstmals 1939 für die von Sojusdetfilm gedrehte Gorki-Adaption Мои университеты (Moi uniwersitety) auf. In der 1941 produzierten, aber erst vier Jahre später veröffentlichten Komödie Vier Herzen gab er seine erste Hauptrolle und erlangte mit dieser zugleich große Bekanntheit. Schpringfeld erwies sich als sehr wandlungsfähiger Darsteller, der für diverse Studios in fast 70 Werken mitspielte und dabei die verschiedensten Genre bediente. Seine letzten Projekte waren die sowjetisch-ungarische Koproduktion Держись за облака (Derschis sa oblaka), die Krimikomödie Gentlemen der Erfolge und der Kurzfilm Старый автобус (Stary awtobus), die sämtlich in seinem Todesjahr 1971 entstanden. Außerdem war er in den russischsprachigen Fassungen mehrerer Filme aus den Unionsrepubliken sowie dem Ausland als Synchronsprecher zu hören.

## Privates und Ehrungen
Schpringfeld war in zweiter Ehe mit Klawdija Chabarowa verheiratet, die er am Theater kennenlernte. Aus der Beziehung ging 1959 die nach ihrer Großmutter väterlicherseits benannte Tochter Jewdokija hervor. Sie studierte am Staatlichen All-Unions-Institut für Kinematographie und arbeitete später im Verlagswesen, u. a. für die Kommersant.
Schpringfeld starb 59-jährig und fand auf dem Wagankowoer Friedhof die letzte Ruhe. Seine Frau wurde nach ihrem Tod im Jahr 2014 neben ihm beigesetzt.
Er war seit 1969 Träger des Titels Verdienter Künstler der RSFSR.

## Theater (Auswahl)

### Theater der Jungarbeiter
- 1934: Продолжение следует (Prodolschenije sledujet) – von Aleksandra Brusztein
- 1934: Чудесный сплав (Tschudesny splaw) – von Wladimir Kirschon
- 1934: Девушки нашей страны (Dewuschka naschei strany) – von Iwan Kondratjewitsch Mikitenko
- 1934: Как закалялась сталь (Kak sakaljalas stal) – nach Nikolai Ostrowski
- 1936: Дальняя дорога (Dalnjaja doroga) – von Alexei Arbusow
- Соло на флейте (Solon na fleite) – von Iwan Kondratjewitsch Mikitenko

### Mossowjet-Theater
- Апшеронская ночь (Apscheronskaja notsch) – von Nikolai Nikitin
- Порт-Артур (Port-Artur) – von Lew Weniaminowitsch Nikulin
- Путь к победе (Put k pobede) – von Alexei Tolstoi

### Staatstheater der Kinodarsteller
- Счастье Гарри Смита (Stschatje Garri Smirta) – von Konstantin Simonow
- Софья Ковалевская (Sofja Kowalewskaja) – von Leonid Dawidowitsch Tur und Pjotr Lwowitsch Tur
- Нахлебник (Nachlebnik) – von Iwan Turgenew
- Flattergeist (Poprygunja) – von Anton Tschechow
- Флаг адмирала (Flag admirala) – von Alexander Petrowitsch Stein

## Filmografie (Auswahl)

### Darsteller
- 1940: Der erste Präsident (Jakow Swerdlow)
- 1941: Tanker „Derbent“
- 1943: Das Duell (Lermontow)
- 1945: Vier Herzen (Serdza tschetyrjoch)
- 1945: Sei gegrüßt, Moskau (Sdrawstwui, Moskwa)
- 1951: Gesprengte Fesseln (Taras Schewtschenko)
- 1953: Segel im Sturm (Admiral Uschakow)
- 1953: Schiffe stürmen Bastionen (Korawli schtyrmujut bastiony)
- 1955: Die Entscheidung von Buchara (Kruschenije emirata)
- 1956: Der Mord in der Dantestraße (Ubijstwo na ulize Dante)
- 1958: Die Hauptmannstochter (Kapitanskaja dotschka)
- 1960: Das fliegende Schiff (Letaiuschtschi korabl)
- 1960: Brot und Rosen (Chleb i rosy)
- 1962: Neun Tage eines Jahres (Dewjat dnei odnowo goda)
- 1962: Husarenballade (Gusarskaya ballada)
- 1967: Parole unnötig (Parol ne nuschen)
- 1970: Das alte Haus (Stary dom)
- 1970: Auf Zirkusbären schießt man nicht (Korol manescha)
- 1971: Die Flucht (Beg)
- 1971: Gentlemen der Erfolge (Dschentlmeny udatschi)

### Synchronsprecher
- 1957: Duell am Steuer (Hell Drivers) – für Wilfrid Lawson
- 1959: Das Geheimnis der Puderdose (Zpívající pudrenka) – für Martin Růžek
- 1961: Das Rote Frauenbataillon (Hong se niang zi jun)
- 1963: Der Andere neben dir
- 1966: Hier war ich glücklich (I was happy here) – für Cyril Cusack
- 1967: Ein Mann zuviel (Un homme de trop)